# Becca d’Oren
Die Becca d’Oren (auf französisch Pointes d’Oren; frankoprovenzalisch becca heißt «Berg») ist ein 3525 m s.l.m. hohes Bergmassiv auf der Grenze zwischen dem Kanton Wallis in der Schweiz und dem Aostatal in Italien. Der Berg ist Teil des Combin-Massivs in den Walliser Alpen.

## Geografie
Die Becca d’Oren hat insgesamt drei Gipfel:
- der östliche Gipfel, mit 3525 m s.l.m. / 3520 m ü. M. der höchste der drei Gipfel
- der mittlere Gipfel, 3497 m / 3471 m ü. M.
- der westliche Gipfel, 3351 m / 3351 m ü. M.

Die Bergreihe bildet einen Abschnitt der Europäischen Hauptwasserscheide zwischen den Flussgebieten der Rhone im Norden und des Po im Süden. An der Becca d’Oren trifft zudem die Wasserscheide zwischen den Flusssystemen der Borgne und der Drance im Wallis auf die Europäische Hauptwasserscheide.
Der gesamte Kamm ist von Gletschern umgeben: im Norden nähren die Firnfelder der Becca d’Oren im Nordwesten den Glacier du Petit Mont Collon und im Norden den Glacier du Mont Collon. Im Süden liegt der kleine Glacier d’Oren Nord. Südöstlich der Berggruppe liegt das Tal Comba d’Oren, ein Seitental des Valpelline in der Region Aosta.
Das Gebiet nordwestlich der Berggruppe ist als Region Haut Val de Bagnes und jenes nordöstlich als Region Dent Blanche – Matterhorn – Monte Rosa im schweizerischen Bundesinventar der Landschaften und Naturdenkmäler von nationaler Bedeutung (BLN; französisch IFP) verzeichnet.

## Alpinismus

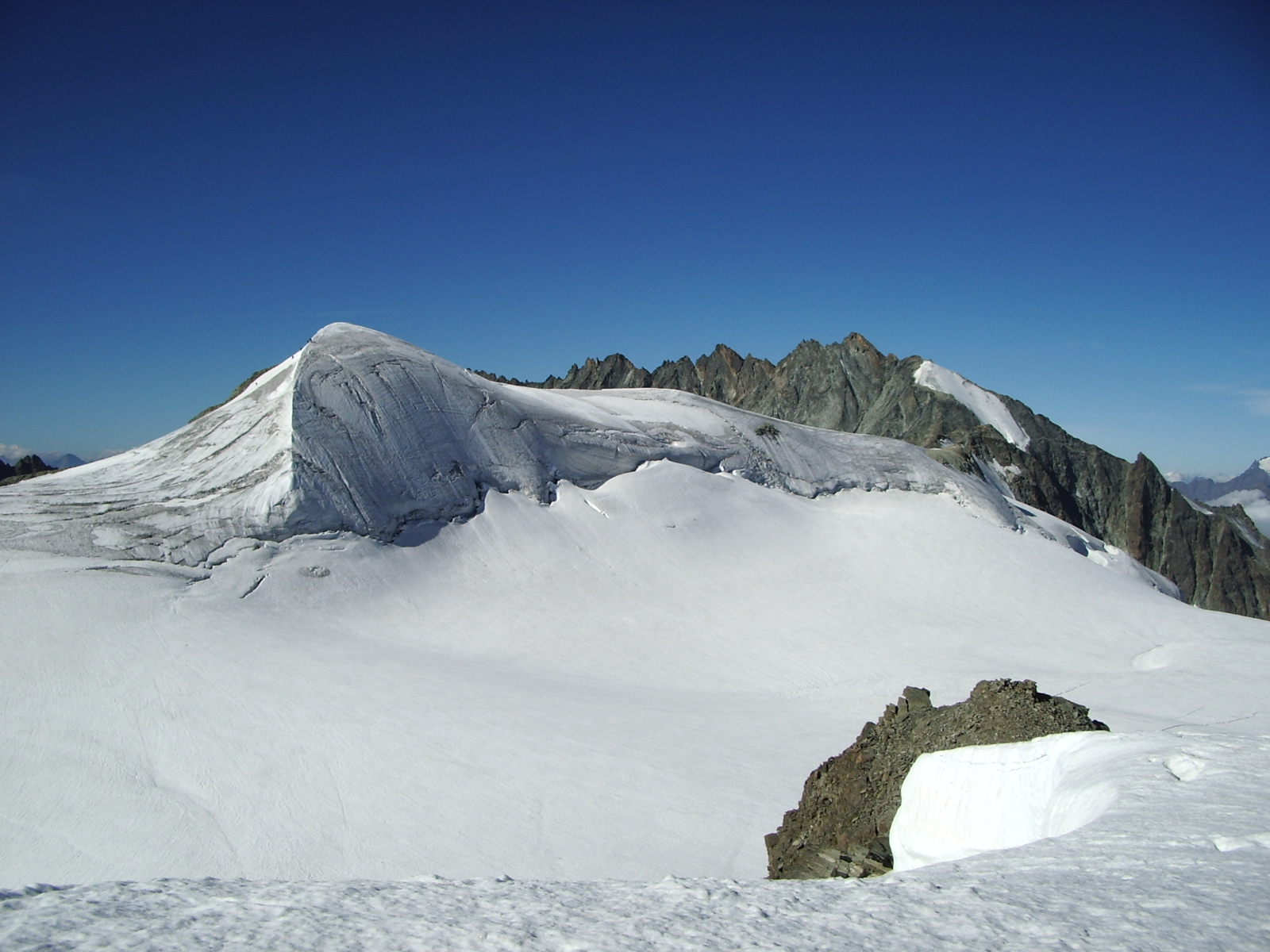
Ostgipfel

Der Normalweg aus Italien führt über die Schutzhütte Rifugio Nacamuli al Col Collon zum Pass Col de Collon und dann weiter gegen Westen über den Gletscher zu den drei Gipfeln. 
Die Becca d’Oren kann aus der Schweiz von Arolla und von der Cabane des Vignettes aus begangen werden.